# هنر همیشه بر حق بودن
هنر حق بودن: ۳۸ راه برای برنده شدن در یک استدلال (همچنین هنر مناقشه: هنر برنده شدن در یک استدلال؛ آلمانی: Eristische Dialektik: Die Kunst, Recht zu behalten؛ ۱۸۳۱)رساله‌ای تند و طعنه آمیز از آرتور شوپنهاور فیلسوف آلمانی است.
شوپنهاور در آن در مجموع سی و هشت روش شکست دادن حریف خود را در یک مناظره بررسی می‌کند. او مقاله خود را با این ایده معرفی می‌کند که فیلسوفان به اندازه کافی بر قواعد منطق تمرکز کرده‌اند، اما (به‌ویژه از زمان امانوئل کانت) با هنر پررنگ تر دیالکتیک، درگیر بحث و جدل نشده‌اند. شوپنهاور می‌گوید در حالی که هدف منطق به‌طور کلاسیک روشی برای رسیدن به حقیقت است، دیالکتیک می‌گوید: از سوی دیگر، رابطه بین دو موجود عاقل را که چون عقلانی هستند، باید افکار مشترکی داشته باشند، اما درصورت عدم توافق، اختلاف یا رقابت فکری ایجاد می‌کنند درست مانند دو ساعت که دقیقاً زمان یکسانی دارند.